# چرخ کردن

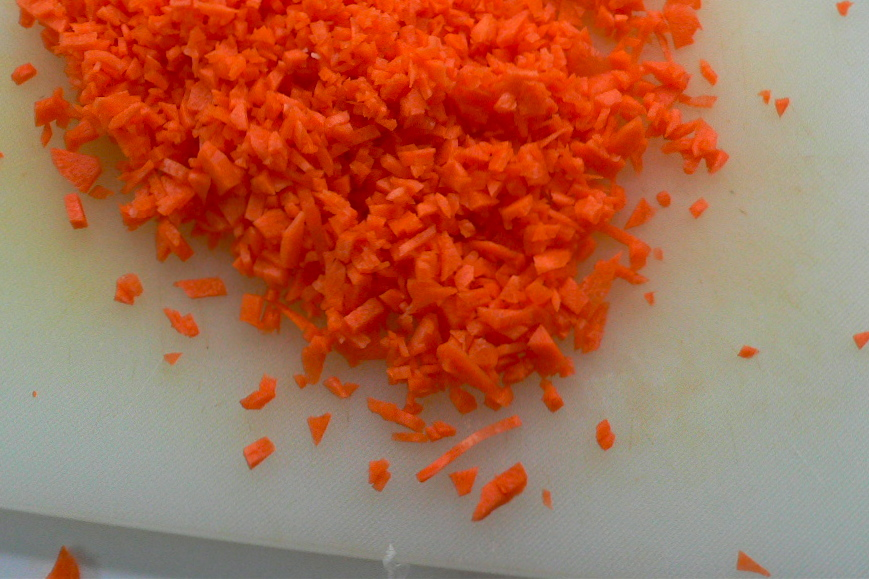
هویج چرخ‌شده

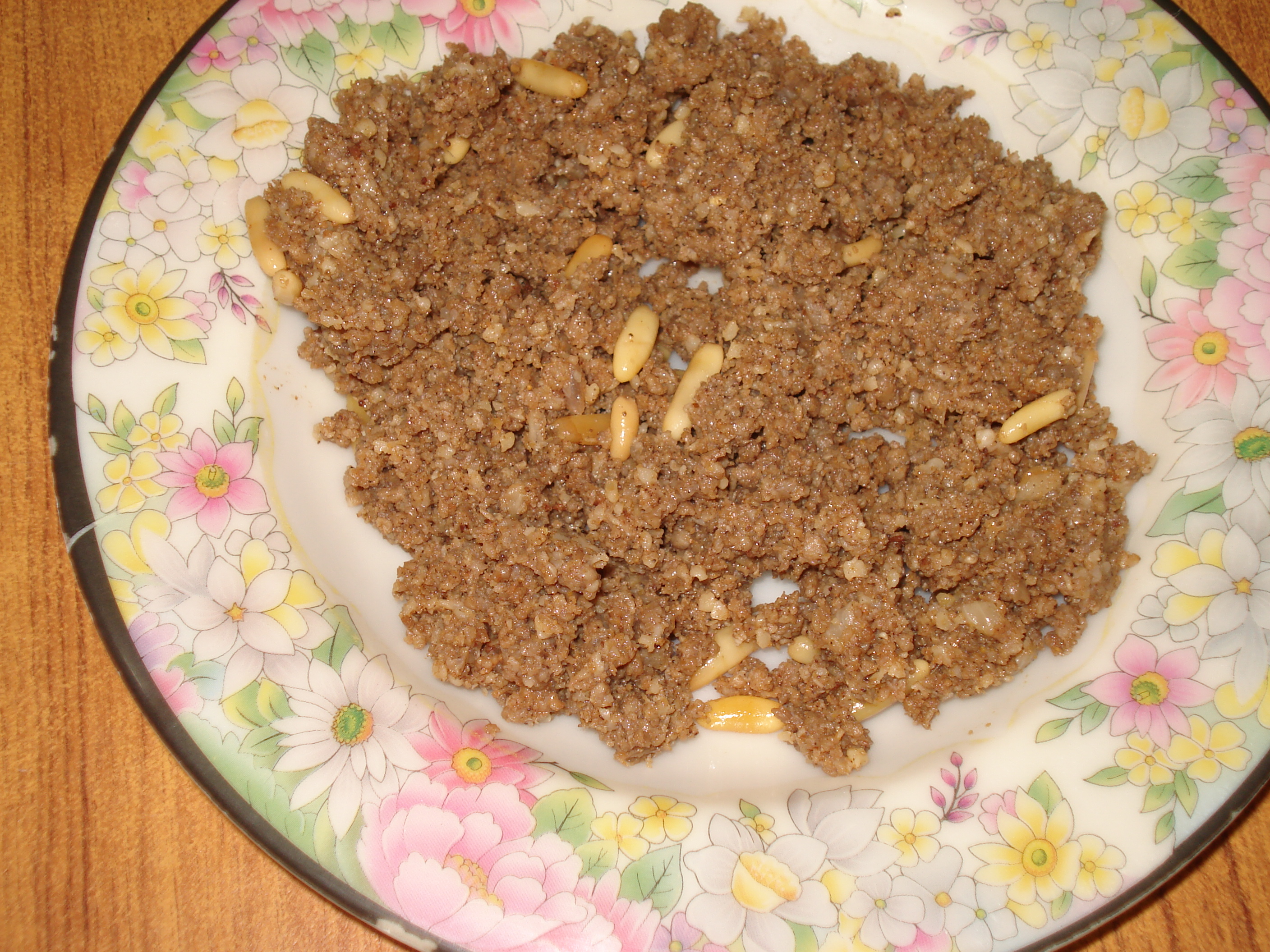
گوشت چرخ‌شده بره

چرخ کردن (به انگلیسی: Mincing) یک روش تهیه غذا است که در آن مواد غذایی به قطعات یکنواخت تقسیم می‌شوند. غذای چرخ کرده در قطعات کوچک‌تر از غذاهای خردشده یا ریزشده است و اغلب با چاقوی سرآشپز یا غذاساز، یا دربارهٔ گوشت توسط چرخ گوشت مخصوص تهیه می‌شود.
برای یک چرخ‌کرده واقعی، اثر این است که ترکیبی از مواد به‌هم چسبیده و بافت نرم یا خمیری ایجاد کند. با این حال، در بسیاری از دستورالعمل‌ها، هدف این است که غذاهای سفت‌تر مانند پیاز و دیگر سبزیجات ریشه‌ای هنگام چرخ کردن به صورت تک‌تک باقی بمانند.
مواد طعم‌دهنده مانند سیر، زنجبیل و سبزی‌های تازه را می‌توان به این روش خرد کرد تا طعم به‌طور یکنواخت در مخلوط پخش شود. علاوه بر این، خرد کردن بافت می‌تواند آب‌ها و روغن‌ها را آزاد کند تا طعم‌ها را به‌طور یکنواخت در یک سس ارائه دهد. تارت‌های گوشت چرخ‌شده/ پای چرخ‌شده و یاته چرخ‌کرده در تهیه خمیر قابل قالب‌گیری از چرخ کردن استفاده می‌کنند. گوشت را نیز چرخ کرده و از این روش پخت در غذاهای یونانی استفاده می‌شود.